# Спивак, Александр Иванович
Алекса́ндр Ива́нович Спива́к (17 ноября 1923, д. Михайловка, Белебеевский кантон, БАССР, РСФСР [ныне Буздякский район, Республика Башкортостан, Россия] — 20 января 2007, Уфа) — советский горный инженер, учёный в области механики деформируемого твёрдого тела и технологии бурения скважин; педагог, организатор подготовки кадров в системе высшей школы. Доктор технических наук, профессор. Был ректором Уфимского нефтяного института с 1976 по 1994 год. Заслуженный деятель науки и техники РСФСР и БАССР, лауреат премии Правительства Российской Федерации в области науки и техники.

## Биография

### Происхождение
Александр Иванович Спивак родился 17 ноября 1923 года в деревне Михайловка Белебеевского кантона БАССР (ныне — Буздякский район РБ) в крестьянской семье. Его отец, Иван Иванович Спивак, 1894 года рождения, был участником двух войн — Первой мировой и Гражданской, затем работал кочегаром на железной дороге, занимался крестьянским хозяйством, был колхозником. C 1931 года в течение 20 лет бессменно работал председателем колхоза. Его заслуги были отмечены Георгиевским крестом, орденом Трудового Красного Знамени и медалями.
Мать Александра Ивановича, Юлия Ивановна Спивак (девичья фамилия Якимюк), 1894 года рождения, была крестьянкой, колхозницей, домохозяйкой. Родила и воспитала пятерых детей; Александр Иванович был старшим. Его младшие братья и сёстры:
- брат Владимир (1925—1944). Окончил Гурьевское военно-пехотное училище в первой половине 1944 года, погиб в ходе боёв за Карпаты;
- сестра Надежда, работала учителем;
- сестра Валентина. Окончила медицинский институт, работала педиатром;
- брат Виталий, после школы окончил техническое училище.

В 1930 году семья переехала в д. 9-е Алкино Благоварского района БАССР. В 1931—1935 гг. Александр учился в начальной школе в д. Община, после чего стал учеником пятого класса Троицкой неполной средней школы в с. Иваненково. Окончив в 1938 году 7-й класс школы с Похвальной грамотой, Александр Спивак поступил в Уфимский геологоразведочный техникум, выдержав вступительные экзамены при конкурсе 9 человек на место.

### Хроника профессиональной деятельности
- 1938—1941: учёба в Уфимском геологоразведочном техникуме;
- ноябрь 1941: мобилизован в ряды Красной Армии и направлен курсантом в учебную 113-ю авиационную эскадрилью, базировавшуюся в г. Белебее. Прошёл теоретическую и практическую подготовку, летал на самолёте У-2;
- январь 1943: переведён во Вторую отдельную авиаэскадрилью (г. Сальяны, Азербайджанская ССР) для подготовки к ночным полётам;
- август 1943: направлен на продолжение учёбы в Кировобадское военное авиационное училище лётчиков им. Хользунова, готовившее пилотов бомбардировочной авиации;
- июнь 1947: демобилизован в звании «старшина»;
- 1947: продолжил обучение в техникуме;
- 1948: окончил Уфимский геологоразведочный техникум, получив диплом с отличием и квалификацию «техник-геофизик»;
- 1948—1953: учёба в Уфимском нефтяном институте (горно-нефтяной факультет, кафедра бурения) по специальности «Разработка нефтяных и газовых месторождений». Получил диплом с отличием и квалификацию «горный инженер по нефтепромысловому делу»;
- 1953—1956: учёба в целевой аспирантуре Московского нефтяного института им. И. М. Губкина. Научный руководитель — доктор технических наук, профессор Леонид Александрович Шрейнер;[1][2]
- 1954—1955: работа по совместительству ассистентом кафедры бурения нефтяных и газовых скважин МНИ им. Губкина.

«Случилось так, что моему научному руководителю профессору Л. А. Шрейнеру необходимо было выехать на две недели за пределы Москвы, и он представил меня студенческой аудитории в качестве лектора по курсу „Механика горных пород“, который он читал. Безусловно, это было настоящее испытание на пригодность к преподаванию и потребовало серьёзнейшей подготовки, тем более что по читаемому курсу в то время учебника ещё не было. По окончании третьей или четвёртой двухчасовой лекции мне поступила записка: „Если Вы только учитесь читать лекции, то из Вас выйдет совершенно идеальный лектор, так как Вы и сейчас читаете лучше многих специалистов-чтецов. Не думайте, что мы льстим Вам, это сущая правда, Вы это видите по аудитории. У нас никогда так быстро не проходит время, как сегодня. Группа студентов“. Это было в 1955 году».— А. И. Спивак.
- 1956—1959: старший преподаватель кафедры бурения Уфимского нефтяного института;
- 1958: защитил диссертацию на соискание учёной степени «кандидат технических наук»;
- 1959—1962: доцент кафедры бурения УНИ;
- 1960: решением ВАК утверждён в учёном звании доцента по кафедре «Бурение нефтяных и газовых скважин»;
- 1962—1964: декан Горно-нефтяного факультета УНИ;
- 1964—1972: проректор УНИ по учебной работе;
- май 1972: защитил в Московском нефтяном институте диссертацию на соискание учёной степени «доктор технических наук». Тема: «Исследование абразивности осадочных горных пород применительно к изнашиванию вооружения шарошечных долот» (специальность — «Трение и износ в машинах»);
- 1972: утверждён в учёном звании профессора по кафедре «Бурение нефтяных и газовых скважин». Избран по конкурсу на должность заведующего кафедрой «Механика горных пород, грунтов, оснований и фундаментов» УНИ;
- 1972—1975: командирован Минвузом СССР в Алжир для работы руководителем коллектива советских специалистов Национального института нефти, газа и химии (г. Бумердес).

«На моей ответственности оказались более тысячи советских граждан: 300 преподавателей и члены их семей. По существу, я выполнял обязанности ректора в чужой, хотя и дружественной стране...».— А. И. Спивак.
- 1975—1976: заведующий кафедрой «Механика горных пород, грунтов, оснований и фундаментов» УНИ;
- 1976—1994: ректор Уфимского нефтяного института;
- С 1994: советник ректора, профессор кафедры «Бурение нефтяных и газовых скважин» УГНТУ.

## Вклад в развитие структуры вуза
Профессор А. И. Спивак внёс большой вклад в становление научных школ в составе УНИ/УНГТУ, укрепление профессорско-преподавательского состава. Благодаря его активной работе в должности декана был существенно повышен уровень научно-исследовательской и учебно-методической базы Горно-нефтяного факультета.
В период  проректорства А. И. Спивака по его инициативе и при непосредственном участии в институте были заложены основы прочного сотрудничества с нефтедобывающими, нефтеперерабатывающими и нефтехимическими предприятиями из разных регионов страны, успешно внедрялись многочисленные мероприятия по укреплению материально-технической лабораторной базы института, совершенствованию учебного процесса, формированию профессорско-преподавательского состава, было открыто большое число новых специальностей по всем формам обучения, организованы новые кафедры, учебные и научные лаборатории, существенно увеличился контингент студентов, планомерно повышалась квалификация профессорско-преподавательского состава, начал работу первый в институте Совет по присуждению учёных степеней. В 1968—1969 гг. в составе института были организованы три новых факультета: автоматизации производственных процессов, инженерно-экономический и строительный.
Годы ректорства профессора А. И. Спивака — это период интенсивного развития материально-технической базы вуза и укрепления его кадрового потенциала. За это время был возведён комплекс зданий архитектурно-строительного факультета, корпус горно-нефтяного факультета, построены два многоквартирных жилых дома и др. В 1976 году общая площадь учебно-лабораторных корпусов, общежитий и других сооружений УНИ составляла 116.000 м² (73.000 в Уфе и 43.000 в гг. Стерлитамаке, Октябрьском и Салавате). На 1 июля 1994 года общая площадь только учебно-лабораторной базы вуза равнялась 180.000 м², а жилой фонд студенческих общежитий составлял 54.000 м² (по 10 м² на одного студента — один из самых высоких показателей в стране). Интенсивно развивались научные школы; были сформированы пять специализированных Советов по защите кандидатских и докторских диссертаций, это существенно расширило возможности ведения научной работы и повышения квалификации преподавательского состава в институте. Благодаря поддержке А. И. Спивака в шестидесятые годы студенты ССО Уфимского нефтяного института ударно трудились на стройках страны и республики.

«Прогресс в науке требовал создания современной материальной базы — нужны были вычислительная техника, компьютеры. Не раз А. И. Спивак обращался к председателю Госплана страны Николаю Константиновичу Байбакову, который был связан с Уфой со времён эвакуации туда Московского нефтяного института имени И. М. Губкина. Ректор брал с собой в Москву проректора Алексея Марковича Старикова, с которым Байбаков находился в дружеских отношениях. „Опять пришёл поплакать?“ — встречал Александра Ивановича обычным вопросом Байбаков, однако всегда помогал. Отпустил из своего резерва одну из лучших для того времени вычислительных машин».— Дела и люди Уфимского нефтяного. Летопись.
Конец 1980-х — начало 1990-х гг. — это один из самых сложных периодов для вуза, как и для всей страны. Большой организаторский опыт А. И. Спивака позволил коллективу института выдержать тяготы экономических реформ. Вуз был сохранён как целостная система, при этом удалось преумножить его потенциал как ведущего центра подготовки высококвалифицированных кадров для предприятий нефтегазового комплекса.
Большой личной заслугой ректора А. И. Спивака стало повышение статуса вуза: 22 ноября 1993 года Уфимский нефтяной институт был преобразован в Уфимский государственный нефтяной технический университет (УГНТУ). Всего в УГНТУ на этот момент действовали 6 специализированных советов по защите диссертаций на соискание учёных степеней кандидата и доктора наук. Профессорско-преподавательский состав университета по состоянию на июль 1994 г. насчитывал 712 человек, из них 1 член-корреспондент РАН, 2 академика Академии наук Республики Башкортостан, 68 докторов наук, профессоров. При этом на момент начала ректорской деятельности А. И. Спивака, в 1976 году, в институте насчитывалось 18 докторов наук, профессоров.

## Научная и педагогическая деятельность
Научные разработки профессора А. И.Спивака относятся к механике твёрдого деформируемого тела, механическим процессам, происходящим в горных породах при их деформации и разрушении, изнашиванию металлов и сплавов породоразрушающих инструментов. На основе фундаментальных исследований А. И. Спиваком разработаны: механизм разрушения горных пород с применением различных по форме инденторов; энергетический подход к изучению абразивной способности разрушаемых при бурении скважин горных пород; теоретические основы износостойкости породоразрушающих инструментов; практика применения различных по физико-химическому составу присадок к промывочным жидкостям, обеспечивающих необходимое  охлаждающее и смазывающее действие.
В 1982—2000 гг. профессор А. И. Спивак являлся председателем специализированного Совета по защите докторских диссертаций по специальностям: «Бурение», «Разработка нефтегазовых месторождений», «Строительство и эксплуатация нефтегазопроводов, нефтегазохранилищ и нефтебаз». Александр Иванович был участником многих международных нефтяных и газовых конгрессов.
И в первые годы работы в вузе, и на протяжении всего периода деятельности на руководящих должностях в УНИ Александр Иванович Спивак, обладавший талантом педагога и лектора, успешно осуществлял преподавательскую деятельность, пользуясь заслуженным признанием у коллег и студентов.
За годы научно-педагогической деятельности профессором А. И. Спиваком подготовлены 32 кандидата и 2 доктора технических наук. Многие инженеры и аспиранты, учившиеся у Александра Ивановича, стали руководителями крупнейших предприятий республики, известными учёными, профессорами и заведующими кафедрами УГНТУ.

## Наиболее известные научные работы
Профессор А. И. Спивак — соавтор более 250 публикаций, среди них 22 учебника, учебные пособия, монографии, 43 изобретения. Два его учебника переведены на французский и китайский языки. Среди наиболее известных научных работ А. И. Спивака:

### Монографии, учебники, учебные пособия[7][8]
1. Механические и абразивные свойства горных пород / Л. А. Шрейнер, О. П. Петрова, В. П. Якушев, А. И. Спивак и др. Под общей редакцией проф. Л. А. Шрейнера. — Москва, Гостоптехиздат, 1958. — 201 с.;
2. Спутник буровика. Справочник / В. О. Белорусов, А. И. Спивак. — Москва, Гостоптехиздат, 1960. — 227 с.;
3. Рациональная эксплуатация талевых канатов при бурении глубоких скважин. [Справочник (брошюра)] / Москва, Недра, 1966;
4. Механика горных пород (применительно к процессам разрушения при бурении скважин) [Учебник для студентов, обучающихся по специальности «Технология и комплексная механизация разработки нефт. и газовых месторождений»] / А. И. Спивак, А. Н. Попов. — 1-е издание. — Москва, Недра, 1967. — 192 с. — 7400 экз. Механика горных пород. [Учебник для вузов по специальности «Бурение нефтяных и газовых скважин»] / А. И. Спивак, А. Н. Попов. — 2-е издание, переработанное и дополненное. — Москва, Недра, 1975. — 200 с. — 7000 экз. То же (на французском языке): Mécanique des roches / Алжир, Бумердес, Издательство Национального института нефти, газа и химии, 1974;
5. Технология бурения нефтяных и газовых скважин. [Учебник для студентов специальности «Машины и оборудование нефтяных и газовых промыслов» вузов] / М. Я. Беркович, М. Р. Мавлютов, А. И. Спивак и др. Под общей редакцией доц. А. И. Спивака. — Москва, Недра, 1969. — 407 с. — 6800 экз. То же (на французском языке): Technologie du forage des puits de petrole de gaz / Москва, Высшая школа, 1971;
6. Абразивность горных пород [Монография] / А. И. Спивак. — Москва, Недра, 1972. — 240 с.;
7. Временное руководство по оценке абразивности осадочных горных пород / Сост. А. И. Спивак, А. Н. Попов, Г. В. Конесев. — Министерство нефтяной промышленности СССР, Уфимский нефтяной институт, Отраслевая лаборатория бурения. — Москва, [б. и.], 1972. — 76 с.;
8. Справочник инженера по бурению (Глава: Абразивные свойства горных пород) / Коллектив авторов (автор главы — А. И. Спивак). Под редакцией В. И. Мищевича, Н. А. Сидорова. — Том I. — Москва, «Недра», 1973. — 519 с.;
9. Результаты научных исследований в области повышения качества продукции и эффективности производства предприятий нефтяной, газовой и нефтеперерабатывающей промышленности Башкирии. Тезисы докладов республиканской научно-технической конференции / Редколлегия: А. И. Спивак (ответственный редактор) и др. — Уфа, [б. и.], 1977. — 208 с.;
10. Состояние научно-исследовательских работ в решении проблем по комплексным программам нефтегазовой промышленности. Тезисы докладов / Редколлегия: А. И. Спивак (ответственный редактор) и др. — Уфа, [б. и.], 1979. — 188 с.;
11. Разрушение горных пород при бурении скважин. [Учебник для нефтяных вузов и нефтепромысловых факультетов др. вузов, изучающих курс «Разрушение горных пород при бурении скважин»] / А. И. Спивак, А. Н. Попов. — 3-е издание, переработанное и дополненное. — Москва, Недра, 1979. — 239 с. — 4200 экз. — (Заглавие 2-го издания: Механика горных пород). Разрушение горных пород при бурении скважин. [Учебник для нефтяных вузов по специальности «Бурение нефтяных и газовых скважин»] / А. И. Спивак, А. Н. Попов. — 4-е издание, переработанное и дополненное. — Москва, Недра, 1986. — 207 с. — 4700 экз. Разрушение горных пород при бурении скважин. [Учебник для нефтяных вузов по направлению «Технология и разработка полезных ископаемых», специальность «Бурение нефтяных и газовых скважин»] / А. И. Спивак, А. Н. Попов. — 5-е издание. — Москва, Недра, 1994. — 260 с. — ISBN 5-247-03512-7;
12. Противоизносные и смазочные свойства буровых растворов / Г. В. Конесев, М. Р. Мавлютов, А. И. Спивак. — Москва, Недра, 1980. — 145 с. — 1700 экз.;
13. Гидроаэромеханика в бурении. Учебное пособие / А. Х. Мирзаджанзаде, А. И. Спивак, М. Р. Мавлютов, В. Ф. Галиакбаров. — 1-е издание. — Уфа, УНИ, 1981. — 217 с. Гидроаэромеханика в бурении. Учебное пособие / А. Х. Мирзаджанзаде, А. И. Спивак, М. Р. Мавлютов. — 2-е издание, дополненное и переработанное. — Уфа, УНИ, 1984. — 238 с.;
14. Актуальные проблемы нефти и газа. Тезисы докладов / Башкирское областное правление НТО нефтяной и газовой промышленности им. И. М. Губкина, Уфимский нефтяной институт. — Редколлегия: А. И. Спивак (отв. ред.) и др. — Уфа, УНИ, 1984. — 114 с.;
15. Введение в специальность. Учебное пособие / А. Х. Мирзаджанзаде, А. И. Спивак. — Уфа, УНИ, 1985. — 166 с.;
16. О квантово-магнитной теории гравитации и принципах управления антигравитацией (левитацией) / Г. И. Васильев, А. И. Спивак; Уфимский нефтяной институт. — Уфа, УНИ, 1990. — 47 с.;
17. Смазочное действие сред в буровой технологии / Г. В. Конесев, М. Р. Мавлютов, А. И. Спивак, Р. А. Мулюков. — Москва, Недра, 1993. — 271 с. — 1100 экз. — ISBN 5-247-02614-4;
18. Уфимский государственный нефтяной технический университет. Выпускники УГНТУ (УНИ). [Научно-биографический сборник]. К 50-летию УГНТУ / Министерство общего и профессионального образования РФ. — Сост. проф. А. И. Спивак. — Москва, Недра, 1997. — 198 с. — ISBN 5-247-03759-6;
19. Уфимский государственный нефтяной технический университет. Доктора наук, профессора УГНТУ. [Научно-биографический сборник]. К 50-летию УГНТУ / Министерство общего и профессионального образования РФ. — Сост. проф. А. И. Спивак. — Москва, Недра, 1997. — 351 стр. — ISBN 5-247-03747-2;
20. Уфимский государственный нефтяной технический университет. К 50-летию УГНТУ / Министерство общего и профессионального образования РФ. — Сост. проф. А. И. Спивак. Под общ. ред. проф. А. М. Шаммазова. — Москва, Недра, 1998. — 269 с. — ISBN 5-247-03802-9;
21. Записки ректора / А. И. Спивак. — Москва, Недра, 2002. — 82 с. — ISBN 5-8365-0103-3;
22. Технология бурения нефтяных и газовых скважин. Учебник для студентов вузов, обучающихся по специальности «Бурение нефтяных и газовых скважин» направления подготовки дипломированных специалистов «Нефтегазовое дело» / А. Н. Попов, А. И. Спивак, Т. О. Акбулатов и др. Под общей редакцией проф. А. И. Спивака. — Москва, Недра, 2003. — 508 с. — ISBN 5-8365-0129-7. Технология бурения нефтяных и газовых скважин. Учебник для студентов вузов, обучающихся по специальности «Бурение нефтяных и газовых скважин» направления подготовки дипломированных специалистов «Нефтегазовое дело» / А. Н. Попов, А. И. Спивак, Т. О. Акбулатов и др. Под общей редакцией проф. А. И. Спивака. — Москва, Недра, 2004. — 1000 экз. — 508 с. — ISBN 5-8365-0208-0. Технология бурения нефтяных и газовых скважин. Учебник для студентов высших учебных заведений, обучающихся по специальности «Бурение нефтяных и газовых скважин» направления подготовки дипломированных специалистов «Нефтегазовое дело» / А. Н. Попов и др. Под общей редакцией А. И. Спивака, Л. А. Алексеева. — Москва, Недра, 2007. — 507 с. — ISBN 978-5-8365-0297-3.

### Статьи и материалы докладов
1. Установка для определения абразивных свойств горных пород. — Новости нефтяной техники (нефтепромысловое дело), № 2, 1957;
2. Некоторые вопросы абразивности горных пород. — Доклады научной конференции УНИ, Башгосиздат, 1957;
3. Абразивность раздробленных минералов, горных пород и утяжелителей. (В соавторстве с профессором Л. А. Шрейнером). — Азербайджанское нефтяное хозяйство, № 4, 1958;
4. Абразивность утяжелителей, применяемых в бурении. — Труды УНИ, вып. III, Башкнигоиздат, 1960;
5. Некоторые вопросы бурения с очисткой воды газообразными агентами. — Изв. вузов «Нефть и газ», Баку, № 5, 1962;
6. Исследование энергетического баланса процесса разрушения горных пород при бурении шарошечными долотами. — Изв. вузов «Нефть и газ», Баку, № 8, 1962;
7. Влияние скорости вращения на износ долот и на энергетические затраты при бурении. — Нефтяное хозяйство, № 9, 1962;
8. О динамическом взаимодействии зуба шарошечного долота с породой. — Изв. вузов «Нефть и газ», Баку, № 1, 1963;
9. О характере износа в зависимости от соотношения между твёрдостью горных пород и твёрдостью поверхности изнашиваемых ими сталей и сплавов. — Изв. вузов «Нефть и газ», Баку, № 3, 1963;
10. Работа долот № 8 в Башкирии. — Бурение, № 1, 1963;
11. Анализ методов отработки талевых канатов длиной, много превышающей длину оснастки на предприятиях треста «Туймазабурнефть». — Бурение, № 2, 1965;
12. Изучение износа сталей и твёрдых сплавов при трении о горные породы с помощью профилографа. — Изв. вузов «Нефть и газ», Баку, № 1, 1965;
13. Анализ режима турбинного бурения скважин. — Бурение, № 5, 1965;
14. К вопросу о распределении скоростей скольжения и удельных нагрузок по венцам шарошечных долот. — Изв. вузов «Нефть и газ», Баку, № 9, 1965;
15. О статическом и динамическом методах вдавливания штампа для определения механических свойств горных пород. — Изв. вузов «Нефть и газ», Баку, № 11, 1965;
16. О некоторых конструктивных факторах, влияющих на работоспособность талевых канатов при бурении скважин. — Изв. вузов «Нефть и газ, Баку, № 12, 1965;
17. О статическом и динамическом методах определения механических свойств горных пород. — Б. «Вибрационное разрушение горных пород», Труды МИНХиГП им. И. М. Губкина, вып. 63, Москва, «Недра», 1966;
18. Механические свойства горных пород нефтяных месторождений Пермской области. — Сб. «Механические свойства горных пород при вдавливании и их практическое применение», ВНИИОЭНГ, Москва, 1966;
19. Некоторые результат изучения износа закалённых сталей при трении о горные породы. — Машины и нефтяное оборудование, № 2, 1966;
20. Абразивное изнашивание стали при трении о горные породы. — Изв. вузов «Горный журнал», г. Свердловск, № 2, 1967;
21. О коэффициентах трения сталь — горная порода. — Изв. вузов «Нефть и газ», Баку, № 3, 1967;
22. Об определении угла закручивания бурильной колонны от реактивного момента турбобура. — Изв. вузов  «Нефть и газ», Баку, № 5, 1967;
23. Влияние различных добавок к воде на износ долотной стали при разрушении горных пород. — Изв. вузов «Нефть и газ», Баку, № 8, 1967;
24. Об оценке абразивности горных пород. — Нефтяное хозяйство, № 1, 1968;
25. Определение угла закручивания бурильной колонны при наклонно-направленном бурении с помощью укороченных турбобуров. — Бурение, № 4, 1968;
26. Влияние мощности трения и её составляющих на износ стали при разрушении горных пород. — Изв. вузов «Нефть и газ», Баку, № 3, 1968;
27. Энергоёмкость разрушения горных пород при статическом и динамическом вдавливании штампа. — Изв. вузов «Нефть и газ», Баку, № 6, 1968;
28. О моментоёмкости долот при турбинном бурении. - Изв. вузов «Нефть и газ», Баку, № 7, 1968;
29. О выборе профиля наклонной скважины. - Изв. вузов «Нефть и газ», Баку, № 8, 1968;
30. К влиянию физико-химических свойств промывочных сред на износ долотных сталей. — Материалы докладов научной конференции по проблеме «Принципы разведки и разработки глубокозалегающих месторождений нефти и газа», г. Ивано-Франковск, 1968;
31. К вопросу определения долговечности вооружения шарошечных долот. — Материалы докладов Всесоюзной научно-технической конференции по долговечности и надёжности в нефтяной и газовой промышленности, Баку, 1968;
32. Исследование влияния различных сред на скорость абразивного износа стали и твёрдость сплава при разрушении горных пород. — Материалы докладов Всесоюзной научно-технической конференции по долговечности и надёжности в нефтяной и газовой промышленности, Баку, 1968;
33. К выбору материала для изготовления долот. — Материалы докладов Всесоюзной научно-технической конференции по долговечности и надёжности в нефтяной и газовой промышленности, Баку, 1968;
34. О влиянии охлаждающей способности промывочных жидкостей и воздуха на абразивный износ долотной стали. — Изв. вузов «Нефть и газ», Баку, № 5, 1969;
35. О преподавании общенаучных дисциплин в нефтяном вузе. — Материалы научного и научно-методического симпозиума нефтяных вузов СССР, Баку, 1969;
36. Методика и экспериментальные установки для изучения абразивности горных пород. — Сб. «Вопросы разрушения горных пород и технология бурения скважин», Труды УНИ, вып. VII, 1969;
37. Влияние режима реализации мощности на скорость абразивного износа стали при разрушении горных пород. — Сб. «Вопросы разрушения горных пород и технология бурения скважин», Труды УНИ, вып. VII, 1969;
38. Абразивный износ долотной стали и твёрдого сплава в различных средах. — Сб. «Вопросы разрушения горных пород и технология бурения скважин», Труды УНИ, вып. VII, 1969;
39. Об использовании результатов изучения износа вооружения долот для оценки абразивности горных пород. — Труды УНИ, вып. VII, 1969;
40. Коэффициенты трения при разрушении горных пород в различных средах. — Труды УНИ, вып. VII, 1969;
41. О причинах вынужденных продольных колебаний в режиме динамического нагружения вооружения шарошечных долот. — Труды УНИ, вып. VII, 1969;
42. Исследование работы вооружения шарошечных долот по показателям твёрдости. — Машины и нефтяное оборудование, № 2, 1970;
43. Изучение абразивности горных пород комплексным лабораторно-промысловым методом. — Изв. вузов «Нефть и газ», Баку, № 3, 1970;
44. О смазочной способности среды абразивном износе долотной стали. — Изв. вузов «Нефть и газ», Баку, № 6, 1970;
45. Абразивная способность горных пород в различных средах. — Материалы республиканской научно-технической конференции работников нефтяной промышленности Башкирии, Уфа, 1970;
46. Повышение долговечности и работоспособности породоразрушающего инструмента с применением добавок в промывочные жидкости. — Материалы докладов Всесоюзной научной конференциипо проблеме «Повышение эффективности разведочного бурения», Алма-Ата, 1971;
47. Особенности оценки абразивности горных пород применительно к условиям работы шарошечных долот. — Материалы докладов Всесоюзной научной конференции по проблеме «Повышение эффективности разведочного бурения», Алма-Ата, 1971;
48. О распределении напряжений в горной породе при вдавливании элементов вооружения долот с цилиндрической поверхностью. — Нефтяное хозяйство, № 10, 1971;
49. О коэффициентах трения при вращении бурильной колонны. — Изв. вузов «Нефть и газ», Баку, № 11, 1971;
50. Влияние среды на износ долотных сталей. — Сб. «Исследования по физико-химии контактных взаимодействий», Уфа, 1971;
51. К оценке абразивности терригенных горных пород. — Изв. вузов «Нефть и газ», Баку, № 2, 1972;
52. Особенности кинематики взаимодействия вооружения долот с горной породой при разбуривании терригенных отложений. — Бурение, № 2, 1972;
53. К вопросу о комбинированной работе шарошек с лопастью, вооружённой подвижными зубьями. — Сб. «Вопросы технологии бурения скважин и механики разрушения горных пород», Труды УНИ, вып. XI, Уфа, 1972;
54. К оценке температуры рабочей поверхности инструмента при разрушении горной породы. — Труды УНИ, вып. XI, Уфа, 1972;
55. Экспериментальное исследование контактного термического сопротивления «металл-порода». — Труды УНИ, вып. XI, Уфа, 1972;
56. К вопросу о моделировании изнашивания элементов вооружения буровых долот. — Труды УНИ, вып. XI, Уфа, 1972;
57. Повышение эффективности бурения введением смазывающих добавок в глинистый раствор. — Изв. вузов «Нефть и газ», Баку, № 10, 1972;
58. Классификация по абразивным свойствам осадочных горных пород. — Сб. «Вопросы бурения скважин и добычи нефти и газа», Труды УНИ, вып. VIII, Уфа, 1972;
59. К оценке абразивности терригенных горных пород. — Сб. «Машины и оборудование для бурения и эксплуатации нефтяных и газовых скважин», Труды УНИ, вып. VIII, Уфа, 1972;
60. Особенности напряжённого состояния в горной породе под зубом долота при одновременном действии нормальной и касательной нагрузок. — Материалы республиканской научно-технической конференции по проблемам нефтяной и газовой промышленности, Уфа, 1973;
61. О нагрузках на элемент вооружения шарошечных долот, возникающих при разрушении горных пород. — Материалы республиканской научно-технической конференции по проблемам нефтяной и газовой промышленности, Уфа, 1973;
62. Теплообмен на границе раздела породоразрушающий инструмент твёрдый сплав (ВК-15) и горная порода в вакууме. — Материалы республиканской научно-технической конференции по проблемам нефтяной и газовой промышленности, Уфа, 1973;
63. Методика и некоторые результаты экспериментального изучения абразивного износа элементов вооружения шарошечных долот. — Материалы республиканской научно-технической конференции по проблемам нефтяной и газовой промышленности, Уфа, 1973;
64. Рентгенографическое исследование зоны повышенной травимости стали 20ХНЗА. —  Материалы республиканской научно-технической конференции по проблемам нефтяной и газовой промышленности, Уфа, 1973;
65. Особенности работы элемента вооружения шарошечного долота при разрушении горных пород. — В сб. «Разрушение горных пород при бурении скважин», Уфа, 1973;
66. К выбору промывочных жидкостей для повышения работоспособности долот. Изучение влияния проскальзывания на показатели работы твердосплавных элементов вооружения шарошечных долот. — Материалы докладов на республиканской конференции «О результатах научных исследований в области разработки, добычи,транспорта и переработки нефти и газа в Башкирии», Уфа, 1975;
67. Оценка работоспособности шарошечно-лопастного долота с подвижными зубьями и лопасти. — Материалы докладов на республиканской конференции «О результатах научных исследований в области разработки, добычи, транспорта и переработки нефти и газа в Башкирии», Уфа, 1975;
68. Экспериментальное изучение энергетики взаимодействия элементов вооружения шарошечных долот. — Материалы докладов на республиканской конференции «О результатах научных исследований в области разработки, добычи, транспорта и переработки нефти и газа в Башкирии», Уфа, 1975;
69. Рентгенографическое исследование фазового состава долотной стали и его изменения при изнашивании. — Изв. вузов «Нефть и газ», Баку, № 2, 1975;
70. Выбор рациональных типов долот по данным бурения опорно-технологических скважин. - Межвузовский сб. «Технология бурения нефтяных и газовых скважин», вып. II, Уфа, 1975;
71. Влияние скольжения на энергетику взаимодействия элементов вооружения долот с горной породой. — Изв. вузов «Нефть и газ», Баку, № 5, 1976;
72. Исследования повышения долговечности опор шарошечных долот. — Межвузовский сб. «Глубинное оборудование для бурения и эксплуатации скважин», вып. 28, Уфа, 1976;
73. Изучение сил, действующих на зуб долота в процессе разрушения горной породы. — Межвузовский сб. «Глубинное оборудование для бурения и эксплуатации скважин», вып. 28, Уфа, 1976;
74. Перспективы применения добавок противоизносных ПАВ в буровой. — «Нефтяное хозяйство», № 7, 1976;
75. Изучение противоизносных и смазывающих свойств промывочных жидкостей при разрушении высокоабразивных горных пород. — Межвузовский сб. «Бурение и эксплуатация нефтяных и газовых скважин», Пермь, 1976;
76. Влияние скольжения на энергетику взаимодействия элементов вооружения долот с горной породой. — Изв. вузов «Нефть и газ», Баку, № 5, 1976;
77. Влияние шага и притупления фрезерованных зубьев трёхшарошечных долот на показатели их работы. — Межвузовский сб. «Технология бурения нефтяных и газовых скважин», вып. III Уфа, 1976;
78. Экспериментальное изучение изнашивания стальных элементов вооружения шарошечных долот. — Межвузовский сб. «Технология бурения нефтяных и газовых скважин», вып. III, Уфа, 1976;
79. Влияние геометрических параметров вооружения штыревых долот на показатели их работы. — Межвузовский сб. «Глубинное оборудование для бурения и эксплуатации скважин», вып. 29, Уфа, 1977;
80. Реализация энергии при взаимодействии зуба долота с горной породой. — Межвузовский сб. «Глубинное оборудование для бурения и эксплуатации скважин», вып. 29, Уфа, 1977;
81. Планирование эксперимента при исследовании абразивности горных пород. — Труды КраснодарНИИнефть «Геология, бурение и разработка нефтяных месторождений», Москва, ВНИИОЭНГ, 1977;
82. Повышение эффективности использования и снижение расхода нефти в эмульсионных буровых растворах. — «Проблемы нефти и газа Тюмени», № 34, Тюмень, 1977;
83. Влияние радиуса сферы твердосплавных зубьев на показатели их работы при разрушении горных пород. — «Результаты научных исследований в области повышения качества продукции», материалы докладов, Уфа, 1977;
84. Влияние последовательности поражения породы на показатели работы элементов вооружения шарошечных долот. — Межвузовский сб. «Технология бурения нефтяных и газовых скважин», вып. IV, Уфа, 1977;
85. Влияние осевых люфтов подшипников на утёску смазки из герметизированной опоры шарошки. — Межвузовский сб. «Технология бурения нефтяных и газовых скважин», вып. IV, Уфа, 1977;
86. Выделение режимных пачек и группировка площадей для анализа работы долот. — Межвузовский сб. «Технология бурения нефтяных и газовых скважин», вып. IV, Уфа, 1977;
87. Повышение противоизносных свойств растворов добавками отходов контактной очистки масел. — Межвузовский сб. «Технология бурения нефтяных и газовых скважин», вып. IV, Уфа, 1977;
88. Экспериментальные исследования зависимости начального угла взаимодействия элементов вооружения долота и высоты выступов на забое от определяющих факторов. — Межвузовский сб. «Технология бурения нефтяных и газовых скважин», вып. V, Уфа, 1978;
89. Экспериментальное изучение совместного влияния основных параметров взаимодействия зубьев долот с горной породой на сопротивление внедрению. — Труды 2-й Всесоюзной конференции «Процессы разрушения горных пород и пути ускорения бурения скважин», Уфа, 1978;
90. Исследование различных добавок к промывочным жидкостям для снижения абразивного износа породоразрушающего инструмента. — Труды 2-й Всесоюзной конференции «Процессы разрушения горных пород и пути ускорения бурения скважин», Уфа, 1978;
91. Исследование износа вооружения долот ИСМ. — Труды 2-й Всесоюзной конференции «Процессы разрушения горных пород и пути ускорения бурения скважин», Уфа, 1978;
92. Повышение эффективности разрушения горных пород шарошечно-лопастными долотами с подвижными зубками. — Труды 2-й Всесоюзной конференции «Процессы разрушения горных пород и пути ускорения бурения скважин», Уфа, 1978;
93. Совершенствование вооружения шарошечно-лопастных долот при бурении твёрдых и абразивных пород. — Труды 2-й Всесоюзной конференции «Процессы разрушения горных пород и пути ускорения бурения скважин», Уфа, 1978;
94. О нагрузке на элемент вооружения шарошечного долота со смещёнными осями. — Материалы докладов «Состояние НИР в решении проблем по комплексным программам нефтегазовой промышленности», Уфа, 1979;
95. О тепловом расширении битумоминеральных композиций. — Инженерно-физический журнал, Минск, том XXXVII, № 5, 1979;
96. Долговечность тампонажного камня в условиях сероводородной агрессии. — Газовая промышленность, № 12, 1979;
97. О несущей способности гидростатической осевой опоры турбобура. — Межвузовский сб. «Повышение надёжности оборудования для бурения и эксплуатации нефтяных и газовых скважин», Уфа, 1980;
98. Экспериментальное исследование кинетики и динамики работы вооружения серийных шарошечных долот. — Межвузовский сб. «Повышение надёжности оборудования для бурения и эксплуатации нефтяных и газовых скважин», Уфа, 1980;
99. Совершенствование фрезерованного вооружения шарошечных долот. — Нефтяное хозяйство, № 10, 1980;
100. Регулирование процесса твердения растворов при высоких температурах. — Материалы докладов 2-й Всесоюзной школы по коллоидной химии, Дрогобыч, 1981;
101. Критерии оценки коррозионной стойкости тампонажных материалов в условиях сероводородной агрессии. — Реферат доклада на XII Менделеевском съезде, Москва: «Наука», 1981;
102. О некоторых особенностях изменения физических параметров промытого пласта при обработке бурового раствора химическими реагентами. — Материалы докладов конференции «Проблемы использования химических средств с целью увеличения нефтеотдачи пластов», Уфа, 1981;
103. Теплофизические свойства коллекторов нефтяных залежей Урало-Поволжья. — Материалы докладов конференции «Проблемы использования химических средств с целью увеличения нефтеотдачи пластов», Уфа, 1981;
104. Повышение долговечности шарошечных долот улучшением качества смазок опор. — Материалы докладов конференции «Проблемы нефти и газа», Уфа, 1981;
105. Рентгеновское изучение влияния ПАВ на структурное и фазовое состояние горных пород. — Материалы докладов конференции «Проблемы нефти и газа», Уфа, 1981;
106. Особенности зависимости электропроводности промывочных жидкостей от типа химической обработки. — Материалы докладов конференции «Проблемы нефти и газа», Уфа, 1981;
107. Аналитическое исследование гидравлических параметров многоступенчатой гидростатической осевой опоры забойного двигателя. — Материалы докладов конференции «Проблемы нефти и газа», Уфа, 1981;
108. Проблема качественного цементирования низкотемпературных скважин. — Материалы докладов конференции «Предупреждение и ликвидация осложнений при бурении глубоких скважин», Красноярск, 1982;
109. Разработка конструкций и испытание уплотнения шарошки для средних и высоких частот вращения долот. — Машины и нефтяное оборудование, № 6, 1982;
110. Определение обобщённых показателей сопротивления горных пород разрушению элементами вооружения шарошек и долотами в целом. — Сб. «Разрушение горных пород при бурении скважин», Уфа, 1982;
111. Перспективы повышения сопротивления разрушению твердосплавных зубков путём установки их с наклоном. — Сб. «Разрушение горных пород при бурении скважин», Уфа, 1982;
112. Особенности износа опорных долот и его взаимосвязь с показателями бурения. — Сб. «Разрушение горных пород при бурении скважин», Уфа, 1982;
113. Особенности влияния ингибирующих добавок на электропроводность промывочных жидкостей. — Материалы докладов «Проблемы использования химических средств с целью увеличения нефтеотдачи пластов», Уфа, 1983;
114. К регламентированию свойств промывочных жидкостей в условиях Западной Сибири. — Сб. «Геофизические исследования нефтяных скважин Западной Сибири», Уфа, 1983;
115. Бурение скважин при полном поглощении бурового раствора. — НТС «Бурение», вып. 9, 1983;
116. Снижение теплонапряжённости работы опор шарошечных долот с целью повышения эффективности их отработки. — Материалы докладов конференции по динамике, прочности и надёжности нефтепромыслового оборудования, Баку, 1983;
117. Экспериментальное исследование работоспособности гидростатической осевой опоры турбобура. — Материалы докладов конференции по динамике, прочности и надёжности нефтепромыслового оборудования, Баку, 1983;
118. Проблемы экологии при бурении скважин на море. — Материалы докладов конференции «Проблемы научных исследований в области изучения и освоения Мирового океана», Владивосток, 1983;
119. К расчёту бурового снаряда. — Межвузовский НТС «Технология бурения нефтяных и газовых скважин», Уфа, 1984;
120. Новые смазки для герметизированных опор шарошечных долот. — Нефтяное хозяйство, № 11, 1984;
121. Совершенствование вооружения шарошечных долот применительно к условиям бурения с промывкой глинистыми растворами повышенной плотности. — Материалы докладов конференции «Нефть и газ Западной Сибири», Тюмень, 1985;
122. Механизм влияния дисперсных смазочных материалов на износостойкость долотных сталей. — Материалы докладов конференции «Коллоидная химия нефти и нефтепродуктов», Уфа, 1985;
123. Исследование работоспособности пластичных смазок в негерметизированных опорах. — Межвузовский НТС «Технология бурения нефтяных и газовых скважин», Уфа, 1985;
124. Теоретическое обоснование результатов экспериментов по магнитному взаимодействию элементов бурового снаряда. — Межвузовский НТС «Технология бурения нефтяных и газовых скважин», Уфа, 1985;
125. К вопросу теории магнитного взаимодействия элементов бурового снаряда. — Межвузовский НТС «Технология бурения нефтяных и газовых скважин», Уфа, 1985;
126. Резервы оптимизации формы и относительного размещения вооружения шарошек. — Материалы докладов конференции «Разрушение горных пород при бурении скважин», Уфа, 1985;
127. Повышение буримости горных пород улучшением триботехнических свойств промывочных жидкостей. — Материалы докладов конференции «Разрушение горных пород при бурении скважин», Уфа, 1985;
128. Слово берёт вуз. — Природа и человек, № 12. 1985;
129. Повышение стойкости опор шарошечных долот при бурении глубоких скважин. — Сб. ВНИИОЭНГ, Москва, 1986;
130. Явление антигравитации в системе магнитов, находящихся в гравитационном поле. — «Депонированные рукописи», № 10, о/о 928, 1987;
131. Аналитическая оценка скорости пуска геофизических приборов в обсаженные наклонно-направленные скважины. —  Межвузовский НТС «Промывка и крепление скважин», Уфа, 1987;
132. К вопросу теории работы магнитной ловушки бурового снаряда. — Межвузовский НТС «Промывка и крепление скважин», Уфа, 1987;
133. Смазка для шпиндельных турбобуров. — Материалы докладов конференции «Проблемы нефти и газа», 1988;
134. Физико-химические основы поиска и применения понизителей твёрдости горных пород. — Материалы докладов конференции «Механика горных пород при бурении», Грозный, 1988;
135. К расчёту градиента давления гидроразрыва пористых горных пород. — Материалы докладов конференции «Механика горных пород при бурении», Грозный, 1988;
136. Применение изваестково-кремнезёмлистых композиций для повышения качества крепления скважин. — Доклады Международной конференции по геохимическим и химико-физическим вопросам разведки и добычи нефти и газа, г. Сольнок (Венгрия), 1988;
137. Кольматирующие безглинистые полимер-солевые буровые растворы для вскрытия продуктивных пластов. — Доклады Международной конференции по геохимическим и химико-физическим вопросам разведки и добычи нефти и газа, г. Сольнок (Венгрия), 1988;
138. Актуальные направления использования физико-химии смазочного действия сред в буровой технологии. — Доклады Международной конференции по геохимическим и химико-физическим вопросам разведки и добычи нефти и газа, г. Сольнок (Венгрия), 1988;
139. Изменение субструктурных параметров долотной стали при абразивном изнашивании. — Материалы докладов конференции «Разрушение горных пород при бурении скважин», Уфа, 1990;
140. Снижение изгибающих нагрузок на зубки путём их асимметричного выполнения. — Материалы докладов конференции «Разрушение горных пород при бурении скважин», Уфа, 1990;
141. О взаимосвязи производительности шарошечных долот с несущей способностью граничных слоёв смазок подшипников опор. — Материалы докладов конференции «Разрушение горных пород при бурении скважин», Уфа, 1990;
142. Разработка смазочных материалов для тяжелонагруженных узлов трения в буровой технологии. — Доклады Международной конференции по проблемам бурения нефтяных и газовых скважин, Чехословакия, 1990.

### Изобретения
1. Прибор для определения угла закручивания бурильной колонны. — Авторское свидетельство № 211472 от 06.12.1967 с приоритетом от 09.03.1965; Документ с данным номером отсутствует
2. .                                   — Авторское свидетельство № 273593 от 03.06.1970 с приоритетом от 20.05.1969; Т. Штефан, П. Ф. Даценко , Б. С. Гребенюк (54) УСТРОЙСТВО ДЛЯ СМАЗКИ ШАРНИРОВ ШПИНДЕЛЕЙ - А где в этом изобретении Спивак А.И. ????

1. Установка для испытания вооружения долота на износ. — Авторское свидетельство № 376550 от 15.01.1973 с приоритетом от 21.10.1972;
2. Шпиндель забойного двигателя. — Авторское свидетельство № 415348 от 18.10.1973 с приоритетом от 17.05.1972;
3. Стенд для испытания герметизирующих устройств шарошечных долот. — Авторское свидетельство № 662838 от 22.01.1979 с приоритетом от 05.10.1976;
4. Гидравлический забойный двигатель. — Авторское свидетельство № 666928 от 15.02.1979 с приоритетом от 01.08.1977;
5. Лубрикатор забойного двигателя. — Авторское свидетельство № 819292 от 05.12.1980 с приоритетом от 11.12.1978;
6. Шарошка бурового долота. — Авторское свидетельство № 825835 от 04.01.1981 с приоритетом от 04.12.1978;
7. Воздушная транспортная система. — Авторское свидетельство № 885087 от 03.08.1981 с приоритетом от 06.12.1978;
8. Вяжущее. — Авторское свидетельство № 893946 от 01.09.1981 с приоритетом от 26.03.1980;
9. Устройство для регенерации компонентов бурового раствора. — Авторское свидетельство № 899840 от 21.09.1981 с приоритетом от 05.05.1980;
10. Наддолотный лубрикатор. — Авторское свидетельство № 918415 от 17.12.1981 с приоритетом от 04.06.1980;
11. Уплотнение опоры шарошечного долота. — Авторское свидетельство № 929808 от 21.01.1982 с приоритетом от 14.03.1978;
12. Способ обжига сырьевой смеси. — Авторское свидетельство № 973496 от 14.07.1982 с приоритетом от 29.04.1980;
13. Сырьевая смесь для получения вяжущего. — Авторское свидетельство № 975631 от 21.07.1982 с приоритетом от 24.04.1981;
14. Устройство для смазки герметизированной опоры. — Авторское свидетельство № 976010 от 21.07.1982 с приоритетом от 04.05.1981;
15. Смазочная и противоизносная добавка к буровой воде. — Авторское свидетельство № 977468 от 03.08.1982 с приоритетом от 17.06.1981;
16. Тампонажный материал. — Авторское свидетельство № 981582 от 16.08.1982 с приоритетом от 01.08.1979;
17. Способ обработки призабойной зоны нагнетательной скважины. — Авторское свидетельство № 1019073 от 21.01.1983 с приоритетом от 04.05.1981;
18. Плунжер для плунжерного лифта. — Авторское свидетельство № 1020568 от 01.02.1983 с приоритетом от 25.01.1982;
19. Способ определения электрического сопротивления пласта. — Авторское свидетельство № 1038913 от 03.05.1983 с приоритетом от 19.04.1982;
20. Плунжер для плунжерного лифта. — Авторское свидетельство № 1040124 от 10.05.1983 с приоритетом от 25.01.1982;
21. Устройство для разрушения твёрдых материалов высоконапорными струями жидкости. — Авторское свидетельство № 1045657 от 01.06.1983 с приоритетом от 19.02.1982;
22. Плунжер для плунжерного лифта. — Авторское свидетельство № 1087653 от 22.12.1983 с приоритетом от 25.01.1982;
23. Буровой снаряд. — Авторское свидетельство № 1089472 от 22.09.1983 с приоритетом от 24.02.1982;
24. Смазка для герметизированных масло-наполненных опор шарошечных долот. — Авторское свидетельство № 1104144 от 22.03.1984 с приоритетом от 23.12.1982;
25. Буровое долото. — Авторское свидетельство № 1104231 от 22.03.1984 с приоритетом от 02.06.1982;
26. Устройство для осевой разгрузки турбины турбобура. — Авторское свидетельство № 1152305 от 22.12.1984 с приоритетом от 05.11.1982;
27. Плунжер для эксплуатации скважин. — Авторское свидетельство № 1160106 от 08.02.1985 с приоритетом от 19.12.1983;
28. Способ переработки карбонатов. — Авторское свидетельство № 1161693 от 16.02.1985 с приоритетом от 25.01.1982;
29. Способ осушения грунта. — Авторское свидетельство № 1173810 от 15.04.1985 с приоритетом от 26.12.1983;
30. Смазка для опор шарошечных долот. — Авторское свидетельство № 1177339 от 08.05.1985 с приоритетом от 02.12.1983;
31. Способ упрочнения пористого грунта. — Авторское свидетельство № 1198995 от 15.08.1985 с приоритетом от 05.11.1983;
32. Газлифтный плунжер. — Авторское свидетельство № 1236164 от 08.02.1986 с приоритетом от 27.08.1984;
33. Плунжер для плунжерного лифта. — Авторское свидетельство № 1254199 от 01.05.1986 с приоритетом от 03.09.1984;
34. Наддолотный гидроэлеватор. — Авторское свидетельство № 1276799 от 15.08.1986 с приоритетом от 05.03.1985;
35. Газлифтный подъёмник для скважинных труб. — Авторское свидетельство № 1283439 от 15.09.1986 с приоритетом от 13.08.1985;
36. Способ регулирования водоотдачи бурового раствора. — Авторское свидетельство № 1337751 от 15.05.1987 с приоритетом от 07.01.1986;
37. Промывочная жидкость. — Авторское свидетельство № 1379303 от 08.11.1987 с приоритетом от 26.03.1986;
38. Наддолотный гидроэлеватор. — Авторское свидетельство № 1543040 от 15.10.1989 с приоритетом от 09.03.1988.

## Признание
- 1986: Орден Октябрьской Революции;[9]
- 1985: Орден Отечественной войны 2-й степени;[10]
- 1981: Орден Трудового Красного Знамени;
- 1971: Орден «Знак Почёта»;[11]
- 1970: Медаль «За доблестный труд. В ознаменование 100-летия со дня рождения В. И. Ленина»;
- 1946: Медаль «За победу над Германией в Великой Отечественной войне 1941—1945 гг.»;
- 1965: Медаль «Двадцать лет Победы в Великой Отечественной войне»;
- 1975: Медаль «Тридцать лет победы в Великой Отечественной войне»;
- 1985: Медаль «Сорок лет Победы в Великой Отечественной войне»;
- 1995: Медаль «50 лет Победы в Великой Отечественной войне»;
- 2005: Медаль «60 лет Победы в Великой Отечественной войне 1941—1945 гг.»;
- Медаль «Ветеран труда»;
- 1968: Медаль «50 лет Вооружённых Сил СССР»;
- 1978: Медаль «60 лет Вооружённых Сил СССР»;
- 1988: Медаль «70 лет Вооружённых Сил СССР»;
- 1999: Лауреат Премии Правительства РФ в области науки и техники;
- 1974: Заслуженный деятель науки и техники РСФСР;
- 1998: Почётная грамота Правительства РФ;
- 1973: Нагрудный знак «За отличные успехи в работе в области высшего образования»;
- 2003: Орден Дружбы народов Республики Башкортостан;[12]
- 1967: Заслуженный деятель науки и техники БАССР;
- 1985: Почётная грамота Президиума Верховного Совета БАССР;
- 1998: Почётная грамота Правительства Республики Башкортостан;
- 1980: Почётный нефтяник СССР;
- 1995: Почётный академик РАЕН (по горно-металлургической секции);
- 1991: Почётный академик Академии наук Республики Башкортостан (по отделению нефти и газа);
- 1994: Почётный академик строительного комплекса;
- 1995: Почётный профессор Тюменского государственного нефтегазового университета;
- 2000: Действительный член Украинской нефтегазовой академии;
- Медаль Петра I «За заслуги в деле возрождения науки и экономики России» (РАЕН).

## Общественная деятельность
- 1950—1952: секретарь комитета ВЛКСМ УНИ, член Черниковского городского комитета ВЛКСМ;
- 1957—1959: председатель объединённого профсоюзного комитета УНИ;
- 1959—1961: секретарь партбюро Уфимского нефтяного института (по совместительству);
- 1977—1990: депутат Уфимского городского Совета;
- 1982: делегат XVII съезда профессиональных союзов СССР.

## Семья, досуг
- Первая супруга — Батаева Пелагея Григорьевна (род. 1925), медицинская сестра по образованию, работала в библиотеке Уфимского нефтяного института.
  - Сын от первого брака — Владимир Александрович Спивак (род. 1948), окончил Уфимский авиационный институт.
    - Внучка — Ольга Владимировна, окончила УГНТУ.
- Вторая супруга — Стриженова Нина Фёдоровна, окончила Московский нефтяной институт. Кандидат экономических наук, старший преподаватель УНИ с 1953 г., работала доцентом кафедры экономики.
  - Дочь от второго брака — Елена Александровна Масловская (Спивак; род. 1958), окончила УГНТУ. Кандидат технических наук, доцент кафедры технологии нефти и газа ГАНГ им. И. М. Губкина.
    - Внучка Зинаида, внук Александр.

В свободное время Александр Иванович любил собирать грибы, увлекался рыбной ловлей — и летней, и зимней.